# Simon Clarke
Simon Clarke (født 18. juli 1986 i Melbourne) er en australsk cykelrytter. Han er på kontrakt hos Israel-Premier Tech. Han har været professionel cykelrytter siden 2006.
Hans internationale gennembrud kom på 4. etape af Vuelta a España 2012, hvor han slog Tony Martin i spurten, efter at de to var stukket af fra det oprindelige udbrud. Clarke vandt også bjergtrøjen i løbet.
Clarke vandt 5. etape af Tour de France 2022, der indeholdt 11 strækninger med brostensbelægning.

## Meritter
2004
 Juniorverdensmester i holdsprint
2005
Baw Baw Classic
Samlet, Tour of the Murray River
2006
 Australsk mester i Madison
Bendigo
4. etape, Vuelta Ciclista a Navarra
2008
 Australsk mester i linjeløb U23
4. etape, Tour of Japan
San Vendemiano
2012
Vuelta a España:
 Bjergtrøje
4. etape
2014
Samlet og 2. etape, Herald Sun Tour
2016
GP Industria & Artigianato di Larciano
2018
5. etape, Vuelta a España
2020
Royal Bernard Drôme Classic
2022
5. etape, Tour de France